# Mateusz Wdowiak
Mateusz Wdowiak, né le 28 août 1996 à Cracovie, est un footballeur polonais. Il évolue au poste d'ailier droit avec le club du Cracovia en première division polonaise.

## Biographie
Formé dans le club du Cracovia depuis l'âge de dix ans, Mateusz Wdowiak y commence sa carrière professionnelle en février 2015 par un match de championnat contre le Śląsk Wrocław. Entré en jeu à la 73e minute, il est impliqué sur le but égalisateur de son équipe, en délivrant une passe décisive vers l'attaquant Marcin Budzinski (score final 1-1). Il jouera douze autres matchs jusqu'à la fin de saison, dont six en tant que titulaire. Lors de la saison suivante, il partage son temps entre l'équipe première et réserve, engagée dans le championnat de quatrième division.
Majoritairement remplaçant avec le Cracovia lors de la saison 2016-2017, Mateusz Wdowiak est prêté en janvier 2017 au Sandecja Nowy Sącz, club de deuxième division, jusqu'à la fin de saison. Il y participe à la montée dans l'élite en remportant le championnat. De retour à Cracovie à l'été 2017, il ne s'y impose définitivement qu'à partir de la saison 2018-2019.
À l'été 2019, il est sélectionné pour participer à la phase finale du championnat d'Europe espoirs. Dans un groupe difficile composé entre autres de l'Italie et de l'Espagne, la Pologne fait bonne impression : en tête de sa poule avant le dernier match, elle est finalement éliminée par l'équipe ibérique, future championne d'Europe. Wdowiak restera sur le banc tout au long de la compétition.

## Palmarès
- Champion de Pologne de D2 en 2017 avec le Sandecja Nowy Sącz